# Обертання

Обертання сфери

Оберта́ння — вид руху, при якому одна точка механічної системи, що називається центром обертання, залишається непорушною.
Оберта́льний рух (фізика; механіка) — рух точок тіла по колу відносно прямої.
Для замкнутої механічної системи, для якої виконується закон збереження імпульсу, будь-який рух можна розділити на поступальний рух центра інерції і обертання навколо цього центру.
При обертанні замкнутої механічної системи виконується закон збереження моменту імпульсу.
У загальному випадку незамкненої механічної системи центр обертання може не збігатися з центром інерції. Центр обертання в багатьох випадках фіксований накладеними на механічну систему зовнішніми в'язями. Так, наприклад, при обертанні дзиґи центр обертання — точка опори.

## Рух матеріальної точки по колу
Матеріальна точка з масою m здійснює обертання навколо центру, рухаючись по коловій траєкторії з радіусом R під дією сталої за абсолютною величиною сили, яка завжди направлена від точки до центру обертання. Приклад такого руху — обертання тягарця на мотузці. Траєкторія точки лежить у площині, яку називають площиною обертання. Якщо v — швидкість матеріальної точки, то вона рухається з прискоренням
{\displaystyle \mathbf {a} =-{\frac {v^{2}}{R^{2}}}\mathbf {R} }.
Звідси можна знайти зв'язок між швидкістю й прикладеною силою
{\displaystyle \mathbf {F} =-m{\frac {v^{2}}{R^{2}}}\mathbf {R} }.
При такому обертанні миттєва швидкість матеріальної точки завжди направлена вздовж дотичної до траєкторії.
Якщо розглядати матеріальну точку і в'язь, яка сполучає її з центром обертання, як єдину механічну систему, то можна ввести кутову швидкість обертання.
{\displaystyle \omega ={\frac {v}{R}}}.
Кутова швидкість загалом є вектором, направленим уздовж перпендикуляра до площини обертання. Цей напрям задає вісь обертання. Рівняння руху записується через кутову швидкість у вигляді
{\displaystyle \mathbf {F} =-m\omega ^{2}\mathbf {R} }.
Енергія матеріальної точки, що рухається по колу,
{\displaystyle E=K={\frac {mv^{2}}{2}}={\frac {I\omega ^{2}}{2}}}
де {\displaystyle I=mR^{2}} — момент інерції матеріальної точки. Сила, під дією якої точка рухається по колу направлена перпендикулярно до швидкості і не виконує роботи.
Момент інерції матеріальної точки направлений уздовж вектора кутової швидкості
{\displaystyle \mathbf {M} =I{\vec {\omega }}}.

## Рух матеріальної точки в полі центральних сил
У загальному випадку сил, що направлені від матеріальної точки до центру обертання, але залежать від віддалі точки до центру, траєкторія обертання не є колом. Наприклад, у випадку сил тяжіння траєкторія обертання — еліпс.
Матеріальна точка в полі центральних сил рухається в межах площини обертання, орієнтація якої в просторі визначається законом збереження моменту імпульсу. Для обертання планет навколо Сонця ця площина називається площиною екліптики.

## Обертання абсолютно твердого тіла
Абсолютно тверде тіло, віддаль між будь-якими точками якого залишається незмінною при обертанні, можна описати як обертання жорстко зв'язаної з цим тілом системи координат. Орієнтацію такої системи координат відносно лабораторної системи спостерігача задають Ейлерові кути.

### Обертальний рух тіла навколо нерухомої точки
Обертання твердого тіла можна розділити на власне обертання, прецесію й нутацію.

### Обертання тіла навколо фіксованої осі
При фіксованій осі обертання динаміка абсолютно твердого тіла описується рівнянням
{\displaystyle I{\vec {\epsilon }}=I{\frac {d{\vec {\omega }}}{dt}}=\mathbf {N} },
де I — момент інерції відносно осі обертання, {\displaystyle {\vec {\varepsilon }}\,} — кутове прискорення, {\displaystyle \mathbf {N} } — сумарний момент сили, що діє на тіло.
Якщо момент сили дорівнює нулю, то обертання відбувається зі сталою кутовою швидкістю. Вектор кутової швидкості направлений уздовж осі обертання. Енергія такого обертання
{\displaystyle E=K={\frac {1}{2}}I\omega ^{2}}.